# El Potrillo
El Potrillo, aussi appelée Laguna El Potrillo, est une localité argentine située dans le département de Ramón Lista, province de Formosa.
La première colonie a été fondée sur les rives de la lagune Potrillo, et a été déplacée en 1987 à son emplacement actuel en raison de la grande inondation qui a touché la région cette année-là.

## Démographie
Elle compte 3 371 habitants (Indec, 2010), ce qui représente une augmentation de 43% par rapport aux 2 350 habitants (Indec, 2001) du recensement précédent. La grande majorité sont des Wichís.